# Ричмонд, Мэри
Мэри Ричмонд (англ. Mary Richmond, полное имя — Мэри Эллен Ричмонд; 5 августа 1861 — 1928) — одна из основательниц профессиональной социальной работы. Первой сделала попытку открыть школы для подготовки специалистов в области социальной работы, её вклад в становление социальной работы связан с обоснованием научных подходов в теории и практике организационной работы.

## Биография
Родилась в городе Беливилл, штат Иллинойс, США.
Была единственным выжившим ребёнком Генриха и Лавинии Ричмонд.
После смерти родителей в возрасте 3-х лет была направлена на воспитание в г. Балтимор, штат Мэриленд, к тётям и бабушке, которые были представительницами движения суфражисток.
До 11 лет находилась на домашнем обучении, затем была направлена в Восточную женскую школу, которую окончила в 1878 году.
После окончания уехала с тётей в Нью-Йорк, где работала в книжном издательстве по 12 часов в день. Тётя вскоре заболела и вернулась в Балтимор, а Мэри два года одна жила в нищете, голодала, у неё не было денег даже на приличную одежду. Вернулась в Балтимор, где с 1880 по 1888 год работала бухгалтером и ухаживала за больной тетей. После её смерти в 1889 году заняла должность помощника казначея Благотворительного общества в г. Балтимор, где получила возможность общаться с преподавателями и студентами медицинского факультета Университета Джонса Хопкинса, которые работали в этой организации волонтёрами.
В 1891 году Мэри Ричмонд назначают Генеральным секретарем Благотворительного общества, где она проработала 18 лет.
По инициативе Мэри Ричмонд в 1898 году начинает свою деятельность первая Национальная школа прикладной филантропии (которая в настоящее время является факультетом социальной работы Колумбийского университета).
В 1909 году была назначена директором Благотворительной организации в Нью-Йорке.

## Научные труды
Наиболее известными трудами Мэри Ричмонд в области социальной работы являются три:
- «Дружеский визит к беднякам: руководство для работающих в области благотворительных организаций» (1899 год);
- «Социальные диагнозы» (1917 год);
- What is social case work? («Социальная работа со случаем») (1922 год).

Мэри Ричмонд рассматривала бедность как болезнь, и задачу социального работника видела в «социальном врачевании» индивида, находящегося в неудовлетворительном состоянии, и подготовке подопечного к возможности самостоятельно решать свои проблемы.
Члены Благотворительного общества считали, что посещения должны заменить дома призрения, которые до недавнего времени были главным источником помощи.
Социальная помощь включает в себя меры, которые должны изменить самого индивида и его социальное окружение.
В своей книге Мэри Ричмонд подчёркивает, что главное в социальной работе — провести оценку, поставить правильный социальный диагноз и взять его за основу при выборе метода помощи.
Этот диагноз должен носить строго научно обоснованный характер.
Меры помощи делятся на 2 основных вида: непосредственные (директивные) и косвенные (недирективные). Первые воздействуют на клиента, чтобы он сам начал предпринимать шаги для улучшения своего положения, вторые — воздействуют на среду, возможность путём изменения социального окружения повлиять на положение клиента. Эти идеи легли в основу диагностической школы социальной работы.
Также, благодаря Мэри Ричмонд в профессиональный язык социального работника вводятся термины, заимствованные из медицинской практики, но в новом значении: клиент, диагноз, лечение.
Книга «Социальные диагнозы» — это книга, состоящая из 28 глав, разделенная на 3 части, в которых рассматривается вопрос о том. как следует собирать информацию о клиенте, как должен проходить процесс интервью, сбор информации из других источников, и как на основе собранных данных проводить анализ. Мэри Ричмонд определила 6 источников энергии, которые доступны для клиента и специалиста, работающего с ним: в лице самого клиента, в его семье, в ближайшем окружении и более широких социальных сетях: общественные организации, государственные и частные учреждения.
Мэри Ричмонд одной из первых стала работать в рамках системной теории, ставшей популярной в практике социальной работы в 1970-е годы.
В «Социальных диагнозах» были обобщены подходы к индивидуальному интервью, которое состояло из следующих этапов:
- получение информации;
- диагноз (исследование состояния социального отклонения);
- прогноз (предположение перспектив улучшения);
- лечение (помощь клиенту)

Также Мэри Ричмонд разработала анкету, которая является одним из первых вариантов проведения социологического опроса.
Анкета состояла из 27 глав и касалась абсолютно всех сторон жизни клиента, в том числе:
- национальность бабушек и дедушек со стороны отца и матери;
- экономические и моральные условия семей, в которых протекало детство мужа и жены;
- были ли предыдущие браки у обоих;
- какую тенденцию имеет семья — улучшение или ухудшение;
- каковы способности детей, главные интересы и успехи;
- где работала жена до замужества, каковы были её заработки;
- расходы семьи; сколько тратите ежемесячно на питание, арендную плату, одежду, топливо, страховку, поездки, отдых;
- есть ли долги, кому должны, за что;
- в какой школе и в каком классе учатся дети; имя учителя;
- что собой представляют соседи;
- каковы планы и желания семьи на будущее;
- на какие нравственные и психологические качества, способности и активность каждого члена семьи можно рассчитывать или семья должна пройти долгий путь к изменениям.

Кроме того, Мэри Ричмонд были разработаны принципы, на которых должно строиться взаимодействие между социальным работником и клиентом, она назвала их «принципами ментальной гигиены» (впоследствии они были положены в основу Этического кодекса социальной работы):
- симпатизировать клиенту;
- отдавать ему предпочтение;
- поощрять его;
- строить с ним совместные ясные планы действий.

Книга, изданная в 1922 году, представляет собой введение в социальную работу и профессиональную деятельность социального работника, данная публикация описывает различные виды социальной работы: в больнице, на дому, на предприятии.

Мэри Ричмонд начинает разрабатывать принципы индивидуальной социальной работы, где предметом становятся объективные факторы, влияющие в различных жизненных ситуациях. Личность — это совокупность биологических и социальных факторов.

## Награды
В 1921 году Мэри Ричмонд было присвоено звание Почетного магистра гуманитарных наук в колледже США в Нью-Йорке за вклад в научную разработку основ новой профессии (социального работника).